# Ожбуй
Ожбуй (тат. Ожбуй) — деревня в Агрызском районе Республики Татарстан России. Входит в состав Кулегашского сельского поселения.

## История
Деревня Ожбуй была основана в XVIII веке. Население деревни состояло из представителей тептярского и башкирского сословий. Основными занятиями жителей Ожбуя были земледелие, скотоводство и плетение лаптей на продажу. 

В «Списке населенных мест Российской империи», изданном в 1876 году, населённый пункт упомянут как казённая деревня Ожбуй Елабужского уезда (2-го стана), при речке Биме, расположенная в 90 верстах от уездного города Елабуга. В деревне насчитывалось 11 дворов и проживало 59 человек (25 мужчин и 34 женщины).

В начале XX века земельный надел сельской общины составлял 215,6 десятины.
До 1921 года деревня входила в Пьяноборскую волость Елабужского уезда Вятской губернии. С 1921 года в составе Агрызского, с 1924 года — Елабужского, с 1927 года — Челнинского кантонов Татарской АССР. С 10.08.1930 в Красноборском, с 28.10.1960 в Агрызском районе (с 01.02.1963 по 04.03.1964 — в Елабужском).

## География
Деревня находится в северо-восточной части Татарстана, в подтаёжной зоне, в пределах южной части Сарапульской возвышенности, на левом берегу реки Бима, на расстоянии примерно 64 километров (по прямой) к юго-юго-востоку (SSE) от города Агрыз, административного центра района. Абсолютная высота — 142 метра над уровнем моря.

### Часовой пояс
Деревня Ожбуй, как и весь Татарстан, находится в часовой зоне МСК (московское время). Смещение применяемого времени относительно UTC составляет +3:00.

## Население
Население деревни Ожбуй в 2012 году составляло 42 человека. Возрастная структура населения характеризовалась следующими данными: трудоспособное население составляло 24 чел. (57,14 %) от общей численности населения, лица старше трудоспособного возраста — 8 чел. (19,05 %), моложе трудоспособного возраста — 10 чел. (23,81 %).
| 1859 | 1887 | 1905 | 1920 | 1926 | 1938 | 1958 | 1970 | 1989 | 2002 | 2012 |
| ---- | ---- | ---- | ---- | ---- | ---- | ---- | ---- | ---- | ---- | ---- |
| 59   | 75   | 100  | 106  | 322  | 146  | 159  | 133  | 55   | 58   | 42   |

Национальный состав
Согласно результатам переписи 2002 года, в национальной структуре населения марийцы составляли 98 %.

## Достопримечательности
В окрестностях деревни расположено Ожбуйское селище (III в. до н. э. — III в. н. э.; III — IV вв. н. э.), являющееся объектом культурного наследия.

## Улицы
Уличная сеть деревни состоит из одной улицы (ул. Луговая).